# Give 'Em the Boot II
Give 'Em the Boot II è la seconda raccolta della serie pubblicata dalla Hellcat Records Give 'Em the Boot.

## Tracce
1. Intro – 0:08
2. The Gang's All Here – Dropkick Murphys – 2:07
3. Riding the Region – Hepcat – 2:47
4. If the Kids Are United – Rancid (Sham 69) – 2:41
5. Nocturnal – Tiger Army – 2:02
6. Can't Stand It – The Pietasters – 3:57
7. Tell Me What You're Feeling – Nocturnal – 2:54
8. Goin' Out – U.S. Bombs – 2:54
9. Bad Gadjit – The Gadjits – 3:36
10. L.A. Girl – The Distillers – 2:51
11. X-Ray Style – Joe Strummer and the Mescaleros – 4:30
12. Misty Days – Buju Banton – 2:53
13. The Fool – Dave Hillyard and the Rocksteady Seven – 3:04
14. Bruk Out – Buccaneer – 3:45
15. Have the Time – The Slackers – 3:05
16. Crack Rock Steady – Choking Victim – 3:03
17. Forget Yourself – F-Minus – 1:47
18. Crack City Rockers – Leftöver Crack – 2:33
19. Fools Gold – Mouthwash – 3:20
20. Rent for Sale – INDK – 1:51
21. Flight of the Phoenicians – Vanity Five – 3:37
22. Life Won't Wait – Rancid – 3:48